# Nello Pagani
Cirillo "Nello" Pagani, född 19 oktober 1911 i Milano, död 19 oktober 2003 i Bresso, var en italiensk roadracing- och racerförare. Han blev världsmästare i roadracingklassen 125GP premiäråret 1949.

## Racingkarriär
Pagani vann racertävlingen Paus Grand Prix 1947 och 1948 och blev roadracingvärldsmästare i 125GP 1949. 
Han körde ett formel 1-lopp, det i Schweiz 1950, där han körde för Scuderia Achille Varzi i en Maserati och slutade sjua.

### 500GP-segrar
1. Holland 1949
2. Italien 1949

### 125GP-segrar
1. Schweiz 1949
2. Nederländerna 1949